# Liste des comtes de Bar-sur-Seine
Cet article concerne Bar-sur-Seine dans l'Aube. Pour les comtes de Bar-sur-Aube dans l'Aube, voir Liste des comtes de Bar-sur-Aube. Pour les comtes de Bar-le-Duc dans la Meuse, voir Liste des comtes puis ducs de Bar.
Voici la liste des seigneurs, puis comtes qui se succédent à la tête du comté de Bar-sur-Seine, , de la fin du XIe siècle au XVIIe siècle.

## État des sources
Une première liste a été établie dans L'Art de vérifier les dates , ainsi que par les historiens locaux Lucien Coutant (Histoire de la ville et de l'ancien comté de Bar-sur-Seine, 1855) ou encore Jacques Vignier (Décade historique du diocèse de Langres, 1891-1894).
L'archiviste E. Petit a apporté des hypothèses sur les premiers comtes, dans son ouvrage Histoire des ducs de Bourgogne de la race capétienne (1888), auxquelles s'ajoutent celles du chanoine Maurice Chaume, auteur de Les origines du duché de Bourgogne (1925-1937).
L'archiviste Alphonse Roserot, dans son Dictionnaire historique de la Champagne méridionale (1946), a remis en cause certaines hypothèses de Petit. Enfin, l'archiviste Jacques Laurent (1951) a cherché à établir une synthèse dans un chapitre de l'ouvrage L'origine du comté de Bar (1951).

## Seigneurs (comtes?) de Bar (Xe–XIesiècle)
| Règne                    | Nom                                  | Autres titres                                                         | Notes |
| ------------------------ | ------------------------------------ | --------------------------------------------------------------------- | --- |
| v.890 - 924              | Renard (Raynard)                     | vicomte d'Auxerre, et donné comme comte de Bar par Chaume (1937),.    | Certains auteurs considèrent que Rainard pourrait être le père d'Ermengarde/Hermangarde qui épouse Miles [IV], comte de Tonnerre, de la lignée des Milonides que l'on retrouve ci-après,. Laurent (1951) considère qu'Ermengarde/Hermangarde pourrait plutôt être la fille du fils de ce comte (Raynard [II] ?) et conclue à l'union du comté de Bar avec celui de Tonnerre au cours de la période suivante. |
| 985 - entre 1040 et 1046 | Miles (Mille, Millon) [V]            | comte de Tonnerre                                                     | époux d'Azéka/Azeka. Cette dernière ne porte aucun titre dans le seul document où elle apparait. Les auteurs anciens (XVIIIe – XIXe siècle), puis réinterprété par Roserot (1946), ont considéré qu'elle aurait été la dernière représentante d'une famille comtale de Bar et qu'elle aurait ainsi apporté le comté à la suite de son mariage, toutefois Laurent (1951) a remis en cause cette hypothèse.    |
| 1046 - 1072              | Hugues-Renaud ou Reynard († v. 1084) | évêque de Langres (1065-1085), comte de Tonnerre et de Bar-sur-Seine. | Fils du précédent. Partage, de son vivant le comté de Bar-sur-Seine à sa sœur Eustachie, mariée à Gautier Ier, comte de Brienne, et le comté de Tonnerre à sa nièce, Ermengarde. |

## Comtes de Bar (XIe–XIIesiècle)

### Maison de Brienne (entre 1072 et 1090 - 1168)
| Règne              | Nom       | Portrait | Autres titres     | Notes                                                |
| ------------------ | --------- | -------- | ----------------- | ---------------------------------------------------- |
| entre 1072 et 1090 | Gautier   |          | comte de Brienne  | époux d'Eustachie de Tonnerre.                       |
| 1090 - 1125 ou 26  | Milon II  |          |                   | Fils du précédent. Marié à Mathilde (de Noyers ?]    |
| 1125 ou 26 - 1147  | Gui       |          |                   | Fils du précédent. Épouse Pétronille (de Chacenay ?) |
| 1147 - 1151        | Milon III |          |                   | Fils du précédent. Épouse Agnès de Baudement.        |
| 1151 - 1168        | Manassès  |          | évêque de Langres | Frère du précédent.                                  |

### Famille du Puiset (1168-1227)
| Règne       | Nom                         | Portrait | Autres titres | Notes                                                                             |
| ----------- | --------------------------- | -------- | ------------- | --------------------------------------------------------------------------------- |
| 1168 - 1189 | Pétronille de Bar-sur-Seine |          |               | Fille de Gui de Brienne. Mariée à Hugues du Puiset.                               |
| 1189-1219   | Milon IV                    |          |               | Fils du précédent et de Pétronille de Bar-sur-Seine. Marié à Hélisende de Joigny. |

### Maison de Blois-Champagne (1227-1435)
| Règne     | Nom                    | Portrait | Autres titres                          | Notes                                            |
| --------- | ---------------------- | -------- | -------------------------------------- | ------------------------------------------------ |
| 1270-1274 | Henri III de Champagne |          | Comte de Champagne, roi de Navarre     |                                                  |
| 1274-1306 | Jeanne de Champagne    |          | comtesse de Champagne, reine de France | fille du précédent, épouse Philippe IV de France |

### Couronne de France (1306-1435)
| Règne     | Nom                | Portrait | Autres titres | Notes              |
| --------- | ------------------ | -------- | ------------- | ------------------ |
| 1306-1316 | Louis X            |          | roi de France | fils du précédent. |
| 1316-1322 | Philippe V le Long |          | roi de France |                    |

### Duc de Bourgogne (1435-1477)
| Règne     | Nom                       | Portrait | Autres titres    | Notes |
| --------- | ------------------------- | -------- | ---------------- | ----- |
| 1435-1467 | Philippe III de Bourgogne |          | duc de Bourgogne |       |
| 1467-1477 | Charles le Téméraire      |          | duc de Bourgogne |       |

### Couronne de France (1477-1789)

#### Dinteville
| Règne     | Nom                   | Portrait | Autres titres                                                             | Notes |
| --------- | --------------------- | -------- | ------------------------------------------------------------------------- | ----- |
| 1477-1522 | Jacques de Dinteville |          | Chambellan, grande veneur de Bourbonne, seigneur de Chesnets et Commarin. |       |

#### Orléans-Angoulème
| Règne     | Nom                      | Portrait | Autres titres | Notes                           |
| --------- | ------------------------ | -------- | ------------- | ------------------------------- |
| 1523-1538 | Jeanne Orléans-Angoulème |          |               | sœur naturelle de François Ier. |
| 1538-1561 | Jacquette de Longwy      |          |               | fille de la précédente.         |

#### Bourbon-Montpensier 1561-1626
| Règne     | Nom                          | Portrait | Autres titres       | Notes               |
| --------- | ---------------------------- | -------- | ------------------- | ------------------- |
| 1561-1582 | Louis de Bourbon             |          | duc de Montpensier. |                     |
| 1582-1592 | François de Montpensier      |          |                     | fils du précédent.  |
| 1592-1608 | Henri de Montpensier         |          |                     | fils du précédent.  |
| 1608-1627 | Marie de Bourbon-Montpensier |          |                     | fille du précédent. |

#### Orléans 1626-1693
| Règne     | Nom                         | Portrait | Autres titres                                                                            | Notes                                                         |
| --------- | --------------------------- | -------- | ---------------------------------------------------------------------------------------- | ------------------------------------------------------------- |
| 1627-1693 | Anne-Marie-Louise d'Orléans |          | Duchesse de Montpensier, dauphine d'Auvergne, princesse de Joinville et dame de Beaujeu. | Fille de Gaston de France et de Marie de Bourbon-Montpensier. |

Après la mort de la Grande Mademoiselle, le domaine est mis en fermage. Le 15 avril 1564, le roi Charles IX rappelait que le roi son frère avait réuni à la couronne le domaine de Bar. Les seigneurs avait donc la jouissance par autorisation royale et devaient toutes les cinq années à la Cour des comptes de Dijon, faire examiner les revenus du domaine.